# エギリウス・ヴァラビーチェス
エギリウス・ヴァラビーチェス（Egidijus Valavičius、1978年12月23日 - ）は、リトアニアの男性総合格闘家。マリヤンポレ出身。Flawless MMA所属。元Bushido FCヘビー級王者。

## 来歴
2001年10月20日、リングスのワールドタイトル決定トーナメント無差別級1回戦で滑川康仁と対戦し、ポイントアウト勝ち。
2003年4月5日、リングス・リトアニアでエメリヤーエンコ・ヒョードルと対戦し、チキンウィングアームロックで一本負け。
2004年2月15日、PRIDE 武士道 -其の弐-で滑川康仁と再戦し、フロントチョークで一本負け。
2010年4月10日、K-1で行われたBushido FCヘビー級（-100kg）王座決定戦でデニス・ボグダノフと対戦し、一本勝ちを収め王座獲得に成功した。

## 戦績
| 総合格闘技 戦績 | 総合格闘技 戦績 | 総合格闘技 戦績 | 総合格闘技 戦績 | 総合格闘技 戦績 | 総合格闘技 戦績 | 総合格闘技 戦績 |
| --------------- | --------------- | --------------- | --------------- | --------------- | --------------- | --------------- |
| 25 試合         | (T)KO           | 一本            | 判定            | その他          | 引き分け        | 無効試合        |
| 17 勝           | 9               | 4               | 3               | 1               | 0               | 0               |
| 8 敗            | 1               | 5               | 2               | 0               | 0               | 0               |

| 勝敗 | 対戦相手                     | 試合結果                           | 大会名                                                                                             | 開催年月日     |
| ×    | アッティラ・ベグ             | 5分2R終了 判定0-3                  | Heroes Gate 1                                                                                      | 2010年5月29日  |
| ○    | デニス・ボグダノフ           | 1R 2:14 ネッククランク&キーロック  | K-1 WORLD GP 2010 IN VILNIUS -EUROPE GP Elimination Tournament B- 【Bushido FCヘビー級王座決定戦】 | 2010年4月10日  |
| ○    | アレクサンダー・グルベンキン | 1R 4:20 TKO（ドクターストップ）    | Bushido Lithuania: Hero's 2009                                                                     | 2009年11月14日 |
| ○    | アントニ・フミエレフスキ     | 5分3R終了 判定3-0                  | Hell Cage 4                                                                                        | 2009年9月20日  |
| ○    | ジャン・ピエール・ワフラール | 1R 0:08 KO（パンチ）               | Bushido Lithuania: Hero's 2008                                                                     | 2008年11月8日  |
| ○    | マテオ・ミノンジオ           | 1R 4:56 KO（パンチ連打）           | Shooto Lithuania: Bushido 2008                                                                     | 2008年3月16日  |
| ○    | ジェイソン・ジョーンズ       | 5分2R終了 判定3-0                  | HERO'S LITHUANIA 2007                                                                              | 2007年11月10日 |
| ×    | ドミトリー・ザボロトニー     | 1R 1:28 腕ひしぎ十字固め           | International Absolute Fighting Council: Championship Cup                                          | 2006年12月2日  |
| ○    | オレクサンドル・ツプリコフ   | 1R 0:41 TKO（パンチ連打）          | HERO'S LITHUANIA 2006                                                                              | 2006年11月11日 |
| ○    | ユハ・サーリネン             | 1R 3:44 TKO（パウンド）            | ZST: Prestige                                                                                      | 2006年9月23日  |
| ○    | ボリス・ジョンストン         | 5分2R終了 判定                     | K-1 EAST EUROPE MAX 2006                                                                           | 2006年3月10日  |
| ×    | ジャイール・ゴンサウヴェス   | 1R チョークスリーパー              | HERO'S LITHUANIA 2005                                                                              | 2005年11月26日 |
| ○    | アンドレ・フィエート         | 1R 三角絞め                        | Rings Russia: CIS vs. The World                                                                    | 2005年8月20日  |
| ×    | ミッコ・ルッポネン           | 1R 3:45 TKO                        | Fight Festival 14                                                                                  | 2005年4月9日   |
| ○    | アンドレ・フィエート         | 1R 0:45 KO                         | Shooto Lithuania: Bushido                                                                          | 2004年11月20日 |
| ○    | イゴール・コラキン           | 1R 0:51 KO                         | Shooto Lithuania: Gladiators                                                                       | 2004年9月29日  |
| ×    | 滑川康仁                     | 1R 1:05 フロントチョーク           | PRIDE 武士道 -其の弐-                                                                              | 2004年2月15日  |
| ○    | ゲラ・ゲタッゼ               | 1R フロントチョーク                | Shooto Lithuania: King of Bushido Stage 1                                                          | 2003年11月14日 |
| ×    | エメリヤーエンコ・ヒョードル | 2R 1:13 チキンウィングアームロック | Bushido Rings 7: Adrenalinas                                                                       | 2003年4月5日   |
| ○    | クシシュトフ・ゲルク         | 1R終了時 TKO                       | Bushido Rings 5: Shock                                                                             | 2002年11月9日  |
| ×    | クリストファー・ヘイズマン   | 1R 3:08 腕ひしぎ十字固め           | リングス WORLD TITLE SERIES 【ワールドタイトル決定トーナメント 無差別級 準決勝】                   | 2001年12月21日 |
| ○    | 滑川康仁                     | 1R 2:18 TKO（パウンド）            | リングス WORLD TITLE SERIES 【ワールドタイトル決定トーナメント 無差別級 1回戦】                    | 2001年10月20日 |
| ×    | アンドレイ・コピィロフ       | 2R終了 ポイント判定4-0             | Rings Lithuania: Bushido Rings 2                                                                   | 2001年5月8日   |
| ○    | アフメド・サジグセノフ       | 1R 腕ひしぎ十字固め                | Rings Lithuania: Bushido Rings 1                                                                   | 2000年10月24日 |
| ○    | デニス・バイコフ             | 1R 13:30 TKO                       | リングス Russia vs. Georgia                                                                        | 2000年8月16日  |

## 獲得タイトル
- Bushido FCヘビー級王座（2010年）
- SCSライトヘビー級王座（2015年）